# Криворізький трамвай
Криворі́зький трамва́й — система електричного трамвая міста Кривий Ріг в Україні. Відкрита 2 січня 1935 року. Значна видовженість міста є причиною протяжних маршрутів та великих інтервалів.
З 1 травня 2021 року вступило в дію рішення Криворізької міської ради про безплатний проїзд в громадському міському комунальному транспорті для мешканців Кривого Рогу за наявності «Карти криворіжця».

## Історія
Будівництво лінії, загальною протяжністю 5,8 км, здійснювалося у 1933—1934 роках і було пов'язане з великими труднощами, оскільки це було новим для місцевих будівельників.
2 січня 1935 року лінії було розпочато рух трамваїв. Спочатку на лінії працювало лише два трамвайних вагони. Перша назва підприємства, яке здійснювало перевезення пасажирів трамваєм, була «Трамелектро». До кінця 1935 року було започатковано регулярний рух трамваїв від  вулиці Леніна до Соцміста через проспект Металургів. Загальна протяжність трамвайних ліній складала 7 км.
У 1939 році протяжність трамвайних ліній досягла вже 22 км, а до початку Другої світової війни склала вже 25 км. Перші трамвайні лінії були одноколійними, з численними стрілками, роз'їздами та запасними коліями на зупинках, де трамваї, зустрічаючись, пропускали один одного. Підприємство «Трамелектро» було перейменоване у трамвайне управління.
У 1957 році замість одноколійного шляху, з численними стрілковими переводами та з'їздами, були побудовані лінії на Південний ГЗК та відкрито трамвайний рух до Новокриворізького ГЗК.
У 1970 році була побудована трамвайна лінія від площі Домобудівників до Довгинцеве (станція Кривий Ріг-Головний) і відкриті трамвайні маршрути № 9 та № 14.
У 1985 році побудована нова трамвайна лінія від Пивзаводу до вулиці Буковинської (завдовжки 12,6 км).
У 1990 році парк налічував 153 трамваї, з них 111 щоденно обслуговували маршрути. Кількість трамвайних маршрутів досягла 20, а їх протяжність склала 420,6 км. За добу трамваєм перевозилося 126 тисяч пасажирів. Старіння трамвайного парку та комунікацій призвело скорочення парку рухомого складу, випуску трамваїв на маршрути, і закриття окремих трамвайних маршрутів.
З 13 серпня 2011 року вартість оплати проїзду в міському електротранспорті підвищена до 1 грн 20 коп. Раніше вартість однієї поїздки становила 90 коп. (трамвай, тролейбус) та 1,00 грн у швидкісному трамваї.
З 1 травня 2012 року вартість проїзду у всіх видах електротранспорту збільшилась до 1,50 грн, пільгова вартість проїзду — 0,75 грн.
У 2012 році було сполучено мережі звичайного та швидкісного трамваїв і тоді вагони швидкісного трамвая пішли лінією звичайного трамваю.
З 21 лютого 2013 року запущені перші екскурсійні трамваї.
З 18 липня 2013 року КП «Міський трамвай» реорганізовано і підпорядковано КП «Швидкісний трамвай». Також задля уникнення плутанини маршрути № 1, 2 та 3 перенумеровано на № 1А, 2А та 3А відповідно.
24 серпня 2015 року відкрито маршрут швидкісного трамвая «Станція «Зарічна» — Південний ГЗК», який отримав № 4М. З цього дня маршрути № 1, 2, 3 мають № 1М,2М та 3М відповідно, а маршрути № 1А, 2А та 3А на № 1, 2 та 3 відповідно.
З 15 вересня 2016 року, в експериментальному режимі, запущено два нових трамвайних маршрути: № 22 «Вулиця Буковинська — ст. Кривий Ріг-Головний» та № 25 «Південний ГЗК — ст. Кривий Ріг-Головний». На кожному з них по два випуски, зменшена кількість випусків на дві одиниці на маршрутах № 2, 5, 14.
Згідно рішенням Криворізької міської ради від 14 грудня 2016 року № 514 «Про встановлення тарифів на послуги міського електричного транспорту в місті Кривий Ріг» вартість проїзду та перевезення багажу з 16 грудня 2016 року становить 2 грн 50 коп., а для пільгової категорії пасажирів — 1 грн 25 коп.
16 лютого 2017 року подовжено маршрут трамвая № 3 від кільця на вулиці Ньютона (ДРЗ) до кільця на вулиці Буковинській.

## Чинні маршрути

### Швидкісний трамвай
| Схема | Маршрут | Інтервал руху (хв.) | Відстань км. | Примітка |
| ----- | --- | ------------------- | ------------ | -------- |
|       | Майдан Праці — Сонячна — Міська лікарня — Вечірній бульвар — Мудрьона — Міська рада — Проспект Металургів — Кільцева | 5—12                | 11.33        |          |
|       | Зарічна — Електрозаводська — ВПФ (законсервована) — Індустріальна — Сонячна — Міська лікарня — Вечірній бульвар — Мудрьона — Міська рада — Проспект Металургів — Кільцева | 5—12                | 16.45        |          |
|       | Зарічна — Електрозаводська — ВПФ (законсервована) — Індустріальна — Сонячна — Міська лікарня — Вечірній бульвар — Мудрьона — Міська рада — Проспект Металургів — Економічний університет — вул. Вітчизни — ст. Кривий Ріг — Криворізька гімназія №15 ім. М. Решетняка — Заклад культури "Народний дім" — Трампарк — вул. Галахівська — житловий масив Шевченко — вул. Польова — вул. Чумацький шлях — Руднічна — Колективні сади — вул. Промениста — Ринок "ПівдГЗК" — пр. Південний — 9 квартал — Амбулаторія №5 — вул. Йосипа Пачоського — Магазин "Астра" — вул. Збагачувальна | 27—34               | 27.34        |          |
|       | Зарічна — Електрозаводська — ВПФ (законсервована) — Індустріальна — Сонячна — Міська лікарня — Вечірній бульвар — Мудрьона — Міська рада — Проспект Металургів — Економічний університет — вул. Вітчизни — ст. Кривий Ріг — Криворізька гімназія №15 ім. М. Решетняка — Закалад культури "Народний Дім" — Трампарк — вул. Галахівська — житловий масив Шевченко — вул. Польова — вул. Чумацький шлях — Руднічна — Колективні сади — вул. Промениста — Ринок "ПівдГЗК" — пр. Південний — Інгулецький райвиконком — Центр адміністративних послуг — ПАТ "ПАТ "ПГЗК""                | 29-35               | 29.33        |          |

### Звичайні
Список подано за даними Ресурсного центру Кривого Рогу
| №                  | Маршрут руху | Інтервал руху (хв.) | Відстань км. | Примітка                                           |  |
| ------------------ | --- | ------------------- | ------------ | -------------------------------------------------- |  |
| 1                  | вул. Українська — вул. Лавроненко — МОДР — вул. Тарапаківська — Завод "Рудор" — Укрсільгосптехніка — Мясокомбінат — Криворізький молокозавод №1 — Пивзавод |                     | 4.42         |                                                    |  |
| 2                  | Площа Домнобудівників — Магазин "Промінь" — Дитяча лікарня №2 — вул. Олександра Васякіна — вул. Дениса Комара — Державний Цирк — Ринкова — Плавальний басейн — вул. Соборності — вул. Святогеоргіївська — Стадіон Металург — Економічний університет — вул. Вітчизни — ст. Кривий Ріг — Криворізька гімназія №15 ім. М. Решетняка — Заклад культури "Народний дім" — Трампарк — вул. Джека Лондона — вул. Широківська — вул. Шкільна — Автошкола — вул. Староміська — вул. Свято-Миколаївська — Райвиконком — вул. Українська — вул. Лавроненко — МОДР — вул. Тарапаківська — Завод "Рудор" — Спту №59 — Електротовари — ж/м Карачуни — Дачна — вул. Івана Добровольського — вул. Буковинська | 9-20                | 16.87        |                                                    |  |
| 3                  | вул. Буковинська — вул. Івана Добровольського — Дачна — ж/м Карачуни — вул. Вчителів— Спту №59 — вул. Ньютона — Завод "Рудор" — вул. Тарапаківська — МОДР — вул. Лавроненко — вул. Українська — Райвиконком — вул. Свято-Миколаївська — вул. Староміська — Автошкола — вул. Шкільна — вул. Широківська — вул. Джека Лондона — Трампарк — Заклад культури "Народний дім" — Криворізька гімназія №15 ім. М. Решетняка — ст. Кривий Ріг — ПАТ "АрселорМіттал Кривий Ріг" — Кільце КМК — ТОВ "Домнасервіс" — Коксохімзавод — вул. Цимлянська — станция Східна — Підстанція №32 — Цементно-гірничий комбінат — вул. Акціонерна | 95-125              | 16.44        | Маршрут піковий, працює лише у робочі дні          |  |
| 4                  | вул. Буковинська — вул. Івана Добровольського — Дачна — ж/м Карачуни — вул. Вчителів — Спту №59 — вул. Ньютона — Завод "Рудор" — вул. Тарапаківська — МОДР — вул. Лавроненко — вул. Українська — Райвиконком — вул. Свято-Миколаївська — вул. Староміська — Автошкола — вул. Шкільна — вул. Широківська — вул. Джека Лондона — Трампарк — вул. Галахівська — житловий масив Шевченко — вул. Польова — вул. Чумацький шлях — Руднічна — Колективні сади — вул. Промениста — Ринок "ПівдГЗК" — пр. Південний — Інгулецький райвиконком — Центр адміністративних послуг — ПАТ "ПГЗК" | 81-124              | 16.01        | Піковий, виконує 2 рейси вранці та ввечері         |  |
| 5                  | Площа Домнобудівників — Магазин "Промінь" — Дитяча лікарня №2 — вул. Олександра Васякіна — вул. Дениса Комара — Державний Цирк — Ринкова — Плавальний басейн — вул. Соборності — вул. Святогеоргіївська — Стадіон Металург — Економічний університет — вул. Вітчизни — ст. Кривий Ріг — Криворізька гімназія №15 ім. М. Решетняка — Заклад культури "Народний дім" — Трампарк — вул. Галахівська — житловий масив Шевченко — вул. Польова — вул. Чумацький шлях — Руднічна — Колективні сади — вул. Промениста — Ринок "ПівдГЗК" — пр. Південний — Інгулецький райвиконком — Центр адміністративних послуг — ПАТ "ПГЗК" | 12-35               | 13.46        |                                                    |  |
| 6                  | вул. Буковинська — вул. Івана Добровольського — Дачна — ж/м Карачуни — вул. Вчителів — Спту №59 — вул. Ньютона — Завод "Рудор" — вул. Тарапаківська — МОДР — вул. Лавроненко — вул. Українська — Райвиконком — вул. Свято-Миколаївська — вул. Староміська — Автошкола — вул. Шкільна — вул. Широківська — вул. Джека Лондона — Трампарк — вул. Галахівська — житловий масив Шевченко — вул. Польова — вул. Чумацький шлях — Руднічна — Колективні сади — вул. Промениста — Ринок "ПівдГЗК" — пр. Південний — 9 квартал — Амбулаторія №5 — вул. Йосипа Пачоського — Магазин "Астра" — вул. Збагачувальна | 96-128              | 17.01        | Працює тільки у робочі дні                         |  |
| 7                  | Площа Домнобудівників — Магазин "Промінь" — Дитяча лікарня №2 — вул. Олександра Васякіна — вул. Дениса Комара — Державний Цирк — Ринкова — Плавальний басейн — вул. Соборності — вул. Святогеоргіївська — Стадіон Металург — Економічний університет — вул. Вітчизни — ст. Кривий Ріг — Криворізька гімназія №15 ім. М. Решетняка — Заклад культури "Народний дім" — Трампарк — вул. Галахівська — житловий масив Шевченко — вул. Польова — вул. Чумацький шлях — Руднічна — Колективні сади — вул. Промениста — Ринок "ПівдГЗК" — пр. Південний — 9 квартал — Амбулаторія №5 — вул. Йосипа Пачоського — Магазин "Астра" — вул. Збагачувальна | 24-43               | 15.46        |                                                    |  |
| 8                  | ПАТ "ПГЗК" — Центр адміністративних послуг — Інгулецький райвиконком — пр. Південний — 9 квартал — Амбулаторія №5 — вул. Йосипа Пачоського — Магазин "Астра" — вул. Збагачувальна | 34-49               | 4.42         | Маршрут піковий, працює лише у робочі дні.         |  |
| 9                  | ст. Кривий Ріг-Головний — вул. Вернадського — Кінотеатр "Дружба" — вул. Кокчетавська — За вимогою — Таксопарк — Площа Домнобудівників — Магазин "Промінь" — Дитяча лікарня №2 — вул. Олександра Васякіна — вул. Дениса Комара — Державний Цирк — Ринкова — Плавальний басейн — вул. Соборності — вул. Святогеоргіївська — Стадіон Металург — Економічний університет — вул. Вітчизни — ПАТ "АрселорМіттал Кривий Ріг" — Кільце КМК — ТОВ "Домнасервіс" — Коксохімзавод — вул. Цимлянська — станция Східна — Підстанція №32 — Цементно-гірничий комбінат — вул. Акціонерна | 8-25                | 13.87        |                                                    |  |
| 10                 | вул. Героїв АТО — Міська лікарня №1 — вул. Володимира Бізова — вул. Святогеоргіївська — Стадіон Металург — Економічний університет — вул. Вітчизни — ст. Кривий Ріг — Криворізька гімназія №15 ім. М. Решетняка — Заклад культури "Народний дім" — Трампарк — вул. Галахівська — житловий масив Шевченко — вул. Польова — вул. Чумацький шлях — Руднічна — Колективні сади — вул. Промениста — Ринок "ПівдГЗК" — пр. Південний — Інгулецький райвиконком — Центр адміністративних послуг — ПАТ "ПГЗК" | 96-101              | 12.49        | Маршрут піковий, працює лише у робочі дні.         |  |
| 11                 | вул. Героїв АТО — Міська лікарня №1 — вул. Володимира Бізова — вул. Святогеоргіївська — Стадіон Металург — Економічний університет — вул. Вітчизни — ст. Кривий Ріг — Криворізька гімназія №15 ім. М. Решетняка — Заклад культури "Народний дім" — Трампарк — вул. Галахівська — житловий масив Шевченко — вул. Польова — вул. Чумацький шлях — Руднічна — Колективні сади — вул. Промениста — Ринок "ПівдГЗК" — пр. Південний — 9 квартал — Амбулаторія №5 — вул. Йосипа Пачоського — Магазин "Астра" — вул. Збагачувальна | 74-99               | 13.26        | Маршрут піковий, працює лише у робочі дні.         |  |
| 12                 | вул. Героїв АТО — Міська лікарня №1 — вул. Володимира Бізова — вул. Святогеоргіївська — Стадіон Металург — Економічний університет — вул. Вітчизни — ПАТ "АрселорМіттал Кривий Ріг" — Кільце КМК — ТОВ "Домнасервіс" — Коксохімзавод — вул. Цимлянська — станция Східна — Підстанція №32 — Цементно-гірничий комбінат — вул. Акціонерна |                     | 8.11         | Працює тільки у робочі дні, один рейс рано вранці. |  |
| 14                 | ст. Кривий Ріг-Головний — вул. Вернадського — Кінотеатр "Дружба" — вул. Кокчетавська — За вимогою — Таксопарк — Площа Домнобудівників — Магазин "Промінь" — Дитяча лікарня №2 — вул. Олександра Васякіна — вул. Дениса Комара — Державний Цирк — Ринкова — Плавальний басейн — вул. Соборності — вул. Володимира Бізова — Міська лікарня №1 — вул. Героїв АТО | 6-12                | 8.52         |                                                    |  |
| 22                 | ст. Кривий Ріг-Головний — вул. Вернадського — Кінотеатр "Дружба" — вул. Кокчетавська — За вимогою — Таксопарк — Площа Домнобудівників — Магазин "Промінь" — Дитяча лікарня №2 — вул. Олександра Васякіна — вул. Дениса Комара — Державний Цирк — Ринкова — Плавальний басейн — вул. Соборності — вул. Святогеоргіївська — Стадіон Металург — Економічний університет — вул. Вітчизни — ст. Кривий Ріг — Криворізька гімназія №15 ім. М. Решетняка — Заклад культури "Народний дім" — Трампарк — вул. Джека Лондона — вул. Широківська — вул. Шкільна — Автошкола — вул. Староміська — вул. Свято-Миколаївська — Райвиконком — вул. Українська — вул. Лавроненко — Мопр — вул. Тарапаківська — Завод "Рудор" — Спту №59 — Електротовари — ж/м Карачуни — Дачна — вул. Івана Добровольського — вул. Буковинська | 63-85               | 20-49        |                                                    |  |
| 25                 | ст. Кривий Ріг-Головний — вул. Вернадського — Кінотеатр "Дружба" — вул. Кокчетавська — За вимогою — Таксопарк — Площа Домнобудівників — Магазин "Промінь" — Дитяча лікарня №2 — вул. Олександра Васякіна — вул. Дениса Комара — Державний Цирк — Ринкова — Плавальний басейн — вул. Соборності — вул. Святогеоргіївська — Стадіон Металург — Економічний університет — вул. Вітчизни — ст. Кривий Ріг — Криворізька гімназія №15 ім. М. Решетняка — Заклад культури "Народний дім" — Трампарк — вул. Галахівська — житловий масив Шевченко — вул. Польова — вул. Чумацький шлях — Руднічна — Колективні сади — вул. Промениста — Ринок "ПівдГЗК" — пр. Південний — Інгулецький райвиконком — Центр адміністративних послуг — ПАТ "ПГЗК"                                                                       | 42-76               | 18.08        |                                                    |  |
| 27                 | ст. Кривий Ріг-Головний — вул. Вернадського — Кінотеатр "Дружба" — вул. Кокчетавська — За вимогою — Таксопарк — Площа Домнобудівників — Магазин "Промінь" — Дитяча лікарня №2 — вул. Олександра Васякіна — вул. Дениса Комара — Державний Цирк — Ринкова — Плавальний басейн — вул. Соборності — вул. Святогеоргіївська — Стадіон Металург — Економічний університет — вул. Вітчизни — ст. Кривий Ріг — Криворізька гімназія №15 ім. М. Решетняка — Заклад культури "Народний дім" — Трампарк — вул. Галахівська — житловий масив Шевченко — вул. Польова — вул. Чумацький шлях — Руднічна — Колективні сади — вул. Промениста — Ринок "ПівдГЗК" — пр. Південний — 9 квартал — Амбулаторія №5 — вул. Йосипа Пачоського — Магазин "Астра" — Збагачувальна                                                      | 14-47               | 19.08        |                                                    |  |
| Скасовані маршрути | |                     |              |                                                    |  |
| 13                 | Кільце КМК — ТОВ "Домнасервіс" — Коксохімзавод — вул. Цимлянська — станция Східна — Підстанція №32 — Цементно-гірничий комбінат — вул. Акціонерна |                     |              | Скасований в 2024                                  |  |
| 15                 | вул. Буковинська — вул. Івана Добровольського — Дачна — ж/м Карачуни — вул. Вчителів — Спту №59 — вул. Ньютона — Завод "Рудор" — Укрсільгосптехніка — Мясокомбінат — Криворізький молокозавод №1 — Пивзавод |                     |              |                                                    |  |
| 16                 | вул. Героїв АТО — Міська лікарня №1 — вул. Володимира Бізова — вул. Святогеоргіївська — Стадіон Металург — Економічний університет — вул. Вітчизни — ст. Кривий Ріг — Криворізька гімназія №15 ім. М. Решетняка — Заклад культури "Народний дім" — Трампарк — вул. Джека Лондона — вул. Широківська — вул. Шкільна — Автошкола — вул. Староміська — вул. Свято-Миколаївська — Райвиконком — вул. Українська |                     |              | Скасований з 1 жовтня 2007                         |  |
| 17                 | вул. Буковинська — вул. Івана Добровольського — Дачна — ж/м Карачуни — вул. Вчителів— Спту №59 — вул. Ньютона — Завод "Рудор" — вул. Тарапаківська — МОДР — вул. Лавроненко — вул. Українська — Райвиконком — вул. Свято-Миколаївська — вул. Староміська — Автошкола — вул. Шкільна — вул. Широківська — вул. Джека Лондона — Трампарк — Заклад культури "Народний дім" — Криворізька гімназія №15 ім. М. Решетняка — ст. Кривий Ріг — ПАТ "АрселорМіттал Кривий Ріг" — Кільце КМК |                     |              | Скасований з 1 жовтня 2007                         |  |
| 18                 | ст. Кривий Ріг-Головний — вул. Вернадського — Кінотеатр "Дружба" — вул. Кокчетавська — За вимогою — Таксопарк — Площа Домнобудівників |                     |              | Скасований з 1 грудня 2003                         |  |
| 19                 | вул. Героїв АТО — Міська лікарня №1 — вул. Володимира Бізова — вул. Святогеоргіївська — Стадіон Металург — Економічний університет — вул. Вітчизни — ст. Кривий Ріг — Криворізька гімназія №15 ім. М. Решетняка — Заклад культури "Народний дім" — Трампарк |                     |              | Скасований з 1 грудня 2003                         |  |
| 20                 | вул. Українська — Райвиконком — вул. Свято-Миколаївська — вул. Староміська — Автошкола — вул. Шкільна — вул. Широківська — вул. Джека Лондона — Трампарк — Заклад культури "Народний дім" — Криворізька гімназія №15 ім. М. Решетняка — ст. Кривий Ріг — ПАТ "АрселорМіттал Кривий Ріг" — Кільце КМК |                     |              | Скасований з 1 грудня 2003                         |  |

## Рухомий склад

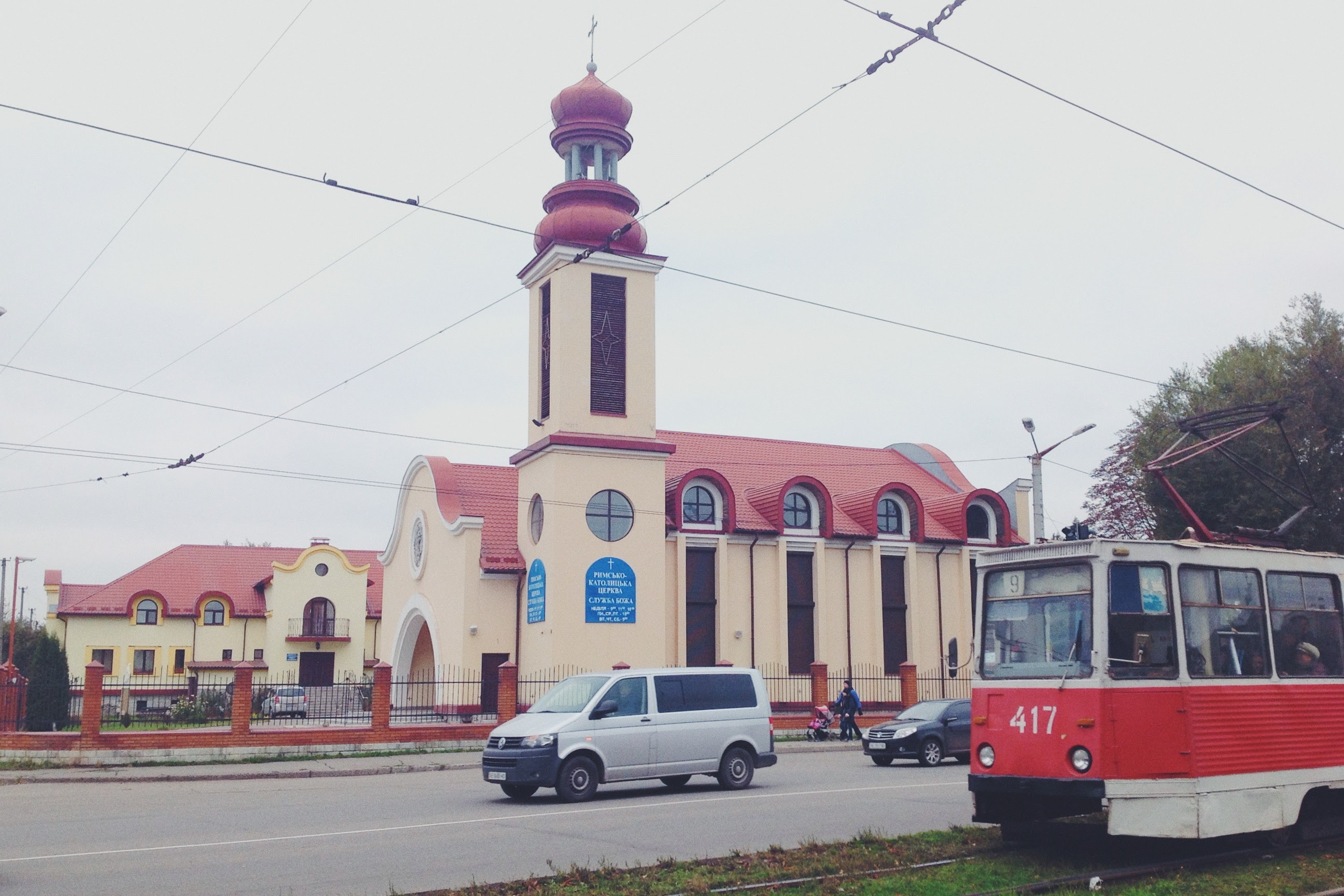
Трамвай на маршруті № 9 біля костелу Успіння Пресвятої Діви Марії

На балансі експлуатуючого підприємства (разом зі швидкісним трамваєм) перебувало:
Пасажирські вагони
| Моделі       | Фото | Виробник       | Бортові номери | Роки випуску   |
| ------------ | ---- | -------------- | --- | -------------- |
| 71-605       |      | СРСР           | 360, 375, 376, 377, 396, 399, 403, 404, 407, 408, 409, 410, 411, 412, 416, 417, 419, 420, 421, 422, 423, 424, 425, 426, 427, 428, 429, 431, 432, 433, 435, 436, 438, 440, 442, 445, 446, 447, 448, 450, 451, 452, 453, 454, 455, 456, 459, 477, 478 | 1969—1992      |
| 71-608К      |      | Росія          | 460, 461, 463 | 1988—2007      |
| 71-608КМ     |      | Росія          | 464, 465, 466, 467, 468, 469, 470, 471, 472, 473, 474, 475, 476 | 1988—2007      |
| 71-611       |      | Росія          | 201, 202, 203, 205, 206, 208, 209, 211 | 1992—1995      |
| Tatra K3R-N  |      | Чехословаччина | |                |
| Tatra T3     |      | Чехословаччина | 053, 054, 055, 056, 057, 058, 059, 060, 061, 062, 063, 064, 065, 066, 067, 068 | 1961—1997      |
| Tatra T3SU   |      | Чехословаччина | 007, 010, 013, 020, 022, 024, 025, 027, 028, 029, 030, 037, 040, 042, 043, 048, 050 | 1961—1997      |
| Tatra T3RP   |      | Чехословаччина | 001, 004, 009, 011, 012, 018, 026, 031, 032, 044, 046, 047, 064, 065, 066 | 1961—1997      |
| Tatra T3SUCS |      | Чехословаччина | 070, 071 | 1961—1997      |
| К-1          |      | Україна        | 479, 480, 481, 482, 483, 484, 485 | 2001 — дотепер |

Службові вагони
| Моделі                               | Станом на 1 січня 2014 | Станом на 1 січня 2017 |
| ------------------------------------ | ---------------------- | ---------------------- |
| 71-605                               | 11                     | 11                     |
| Tatra T3SU                           | 3                      | 3                      |
| ГС-4 (КРТТЗ)                         | 2                      | 2                      |
| ВТК-01                               | 2                      | 2                      |
| АГМу                                 | 1                      | 1                      |
| Причіпна платформа (модель невідома) | 1                      | 1                      |
| Всього                               | 20                     | 20                     |

## У культурі
Криворізький трамвай згадується в останньому прижиттєвому інтерв'ю Кузьми Скрябіна, де співак зазначає, що трамвай мусить «не їздити, а плавати по вулицях».

## Квитки

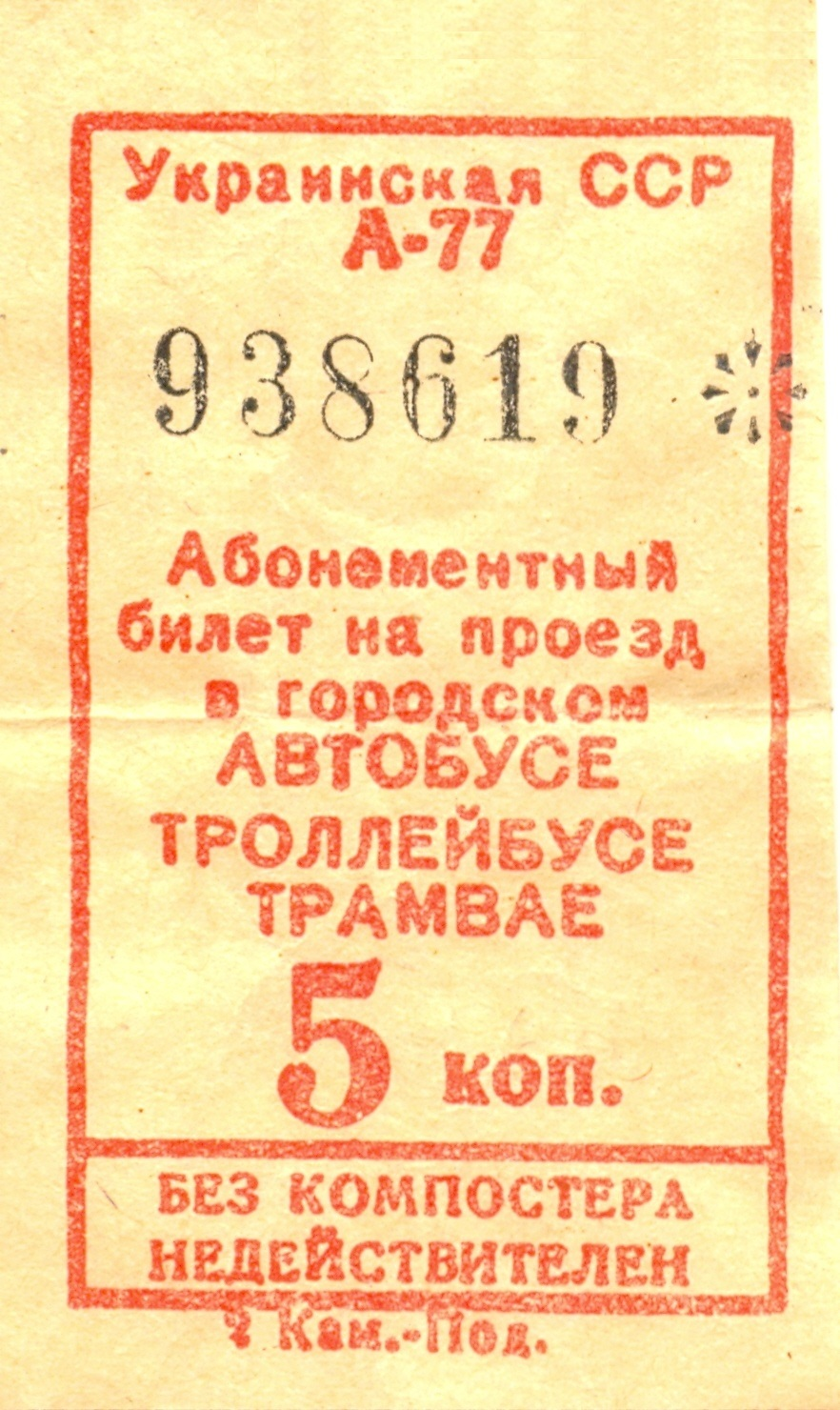
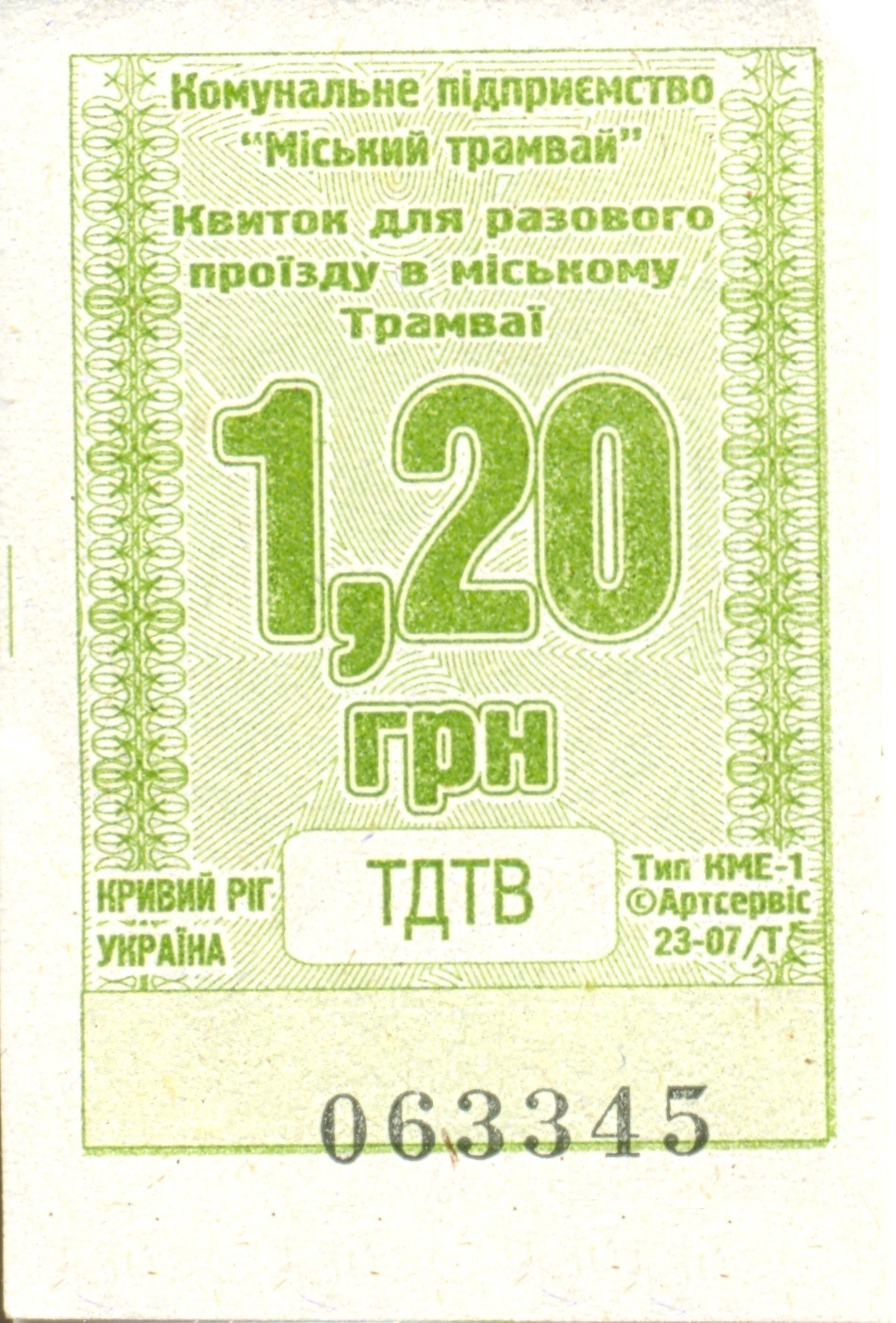
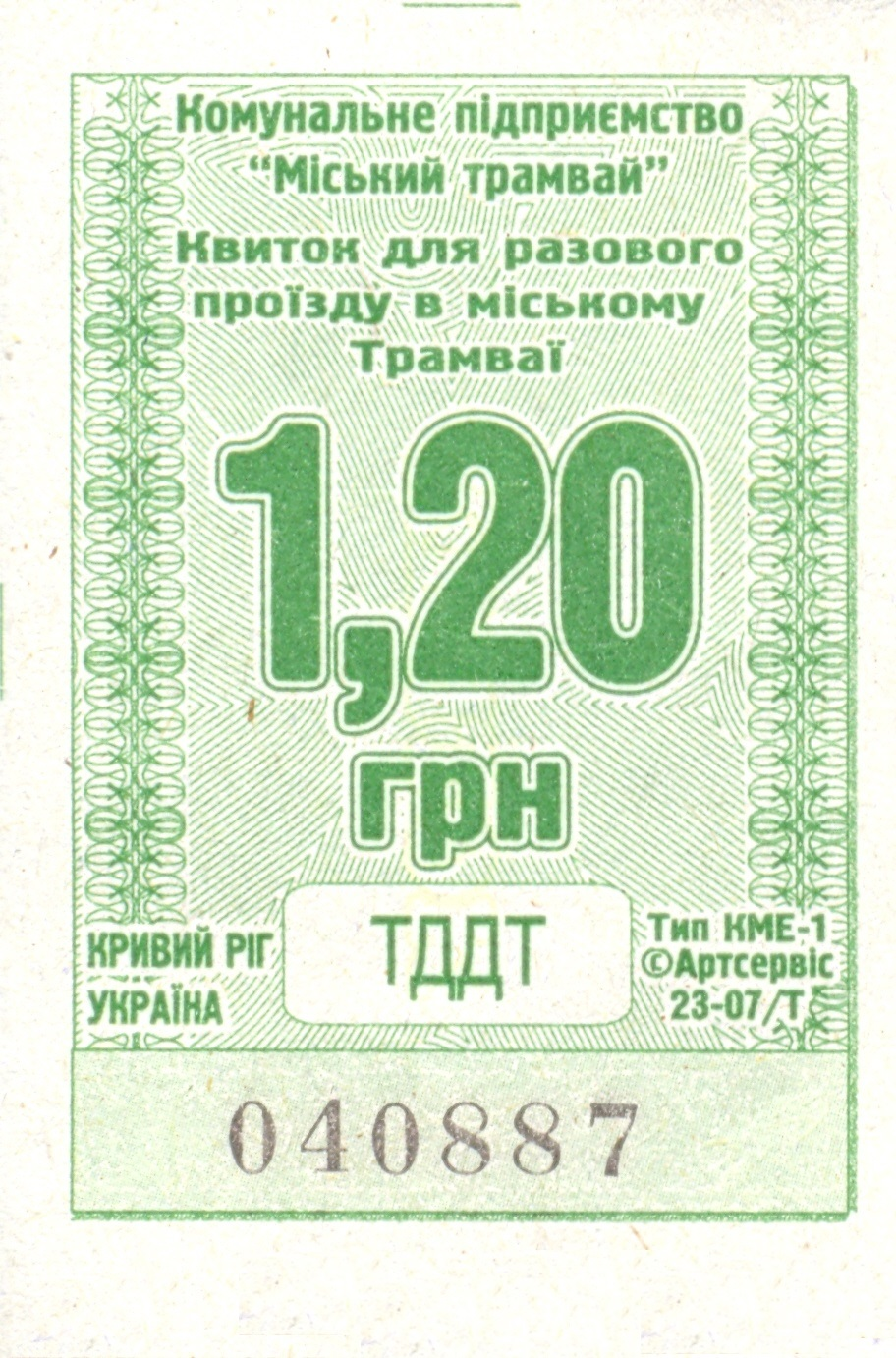
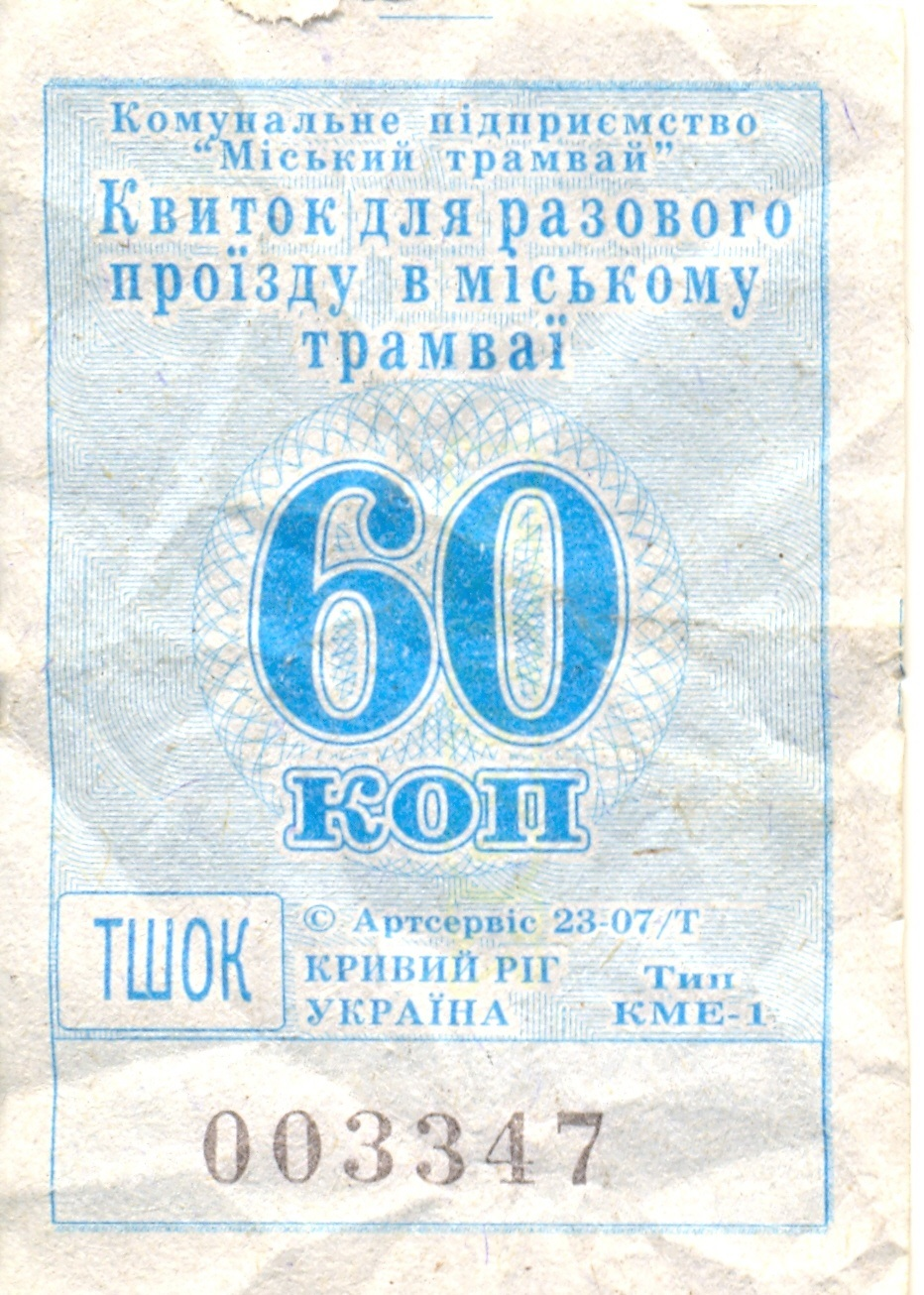
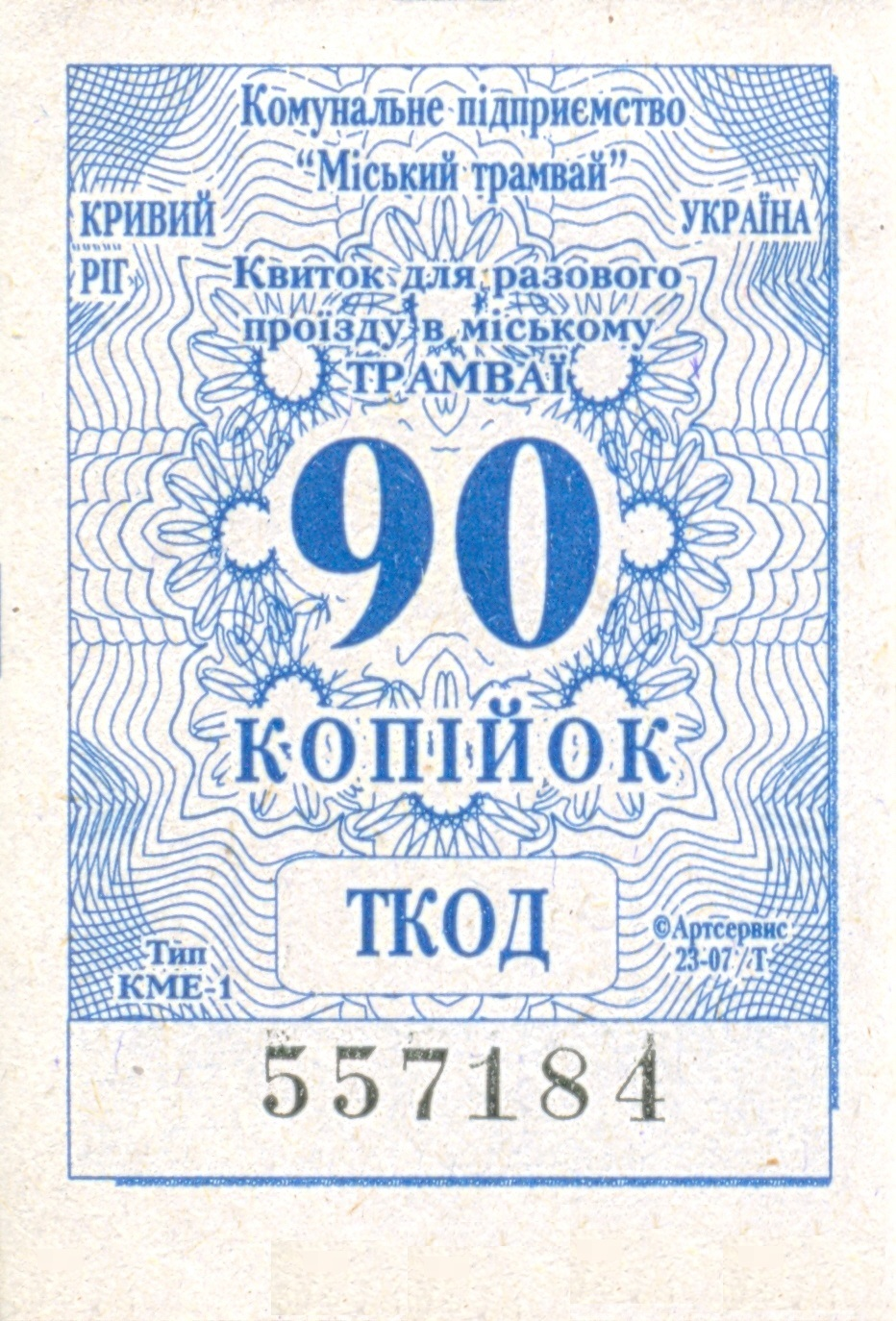